# Mickaël Barreto
Mickaël Barreto (Parigi, 18 gennaio 1991) è un calciatore francese, centrocampista dell'Ajaccio.

## Carriera
Cresciuto nelle giovanili del Troyes, debutta in prima squadra il 20 maggio 2010, giocando 66 minuti contro il Lavallois. 
All'inizio della stagione 2012-2013 si trasferisce in prestito al Frejus Saint-Raphaël, club che in quella stagione militava nella terza serie francese.
A fine stagione torna al Troyes, per poi trasferirsi all'Avranches, dove in campionato realizza 7 gol in 27 partite.
Il primo luglio 2015 si trasferisce in maniera definitiva all'Orleans, con la quale il 5 agosto 2016 troverà il primo gol in Ligue 2, nella sfida vinta 2 a 1 contro lo Stade Brestois.
Il primo luglio 2017 firma per l'Auxerre, con il quale giocherà 56 partite siglando 4 marcature.
Nel 2020 diventa un giocatore dell'Ajaccio.